# Jožef Jakopič
Jožef Jakopič, slovenski pravnik in politik, * 13. februar 1841,
Kanal ob Soči, † 21. avgust 1894, Gorica.
Rodil se je v družini davčnega uradnika. Po končani gimnaziji v Gorici (1860) je postal doktor prava in v Gorici opravljal poklic odvetnika. Tu se je udeleževal tudi slovenskega javnega življenja. Leta 1871 je postal odbornik slovenskega političnega društva Soča, nato podpredsednik in nazadnje aprila 1875 tudi predsednik tega društva. 31. marca 1875 je bil v kuriji veleposestvo namesto umrlega Matije Doljaka izvoljen v goriški deželni zbor. Nastopil je tudi kot kandidat na deželnih volitvah 1876, vendar ga je premagal proti kandidat Andrej Winkler.